# 武器出口三原則
武器出口三原则（日语：／ buki yushutsu sangensoku ?），是日本于1967年4月针对武器出口问题所制定的的三大原则，该原则有时亦称“武器禁止出口三原则”。武器出口三原则是第二次世界大战后日本限制性防卫政策的核心支柱，目的在于专守防卫，不对他国构成威胁，这为日本建立一个和平国家立下基础。
该原则制定后也引来的一些人士的争议，例如“武器”的定义等。2014年4月1日，日本内阁会议决定废除“武器出口三原则”，以新通过的“防卫装备转移三原则”取而代之。

## 制定历史与发展
第二次世界大战结束后，日本在国际社会的监督下被迫进行非军事化改造，国家永远放弃拥有军队和交战权的条款正式載入宪法。
为此在1967年4月21日，时任日本首相佐藤荣作提出武器出口的三项基本原则，全面禁止武器出口。1976年2月27日，三木武夫首相提出，对三原则对象以外的地区也不出售武器，使得该原则适用范围扩大，同时对“武器”一词作出了定义，即“军队在战争中使用的工具”和“本质上配备枪支等，且以武装斗争为目的的工具，如护卫舰、战斗机、坦克等”。1981年1月，日本国会作出了《关于武器出口问题的决议》，此后日本一直实行禁止对任何国家出口武器的方针。
1983年1月14日，时任日本官房长官後藤田正晴发表《对美国的武器制作技术许可的讲话》，讲话指出，根据《日美安保條約》，向美国出售武器制作技术不在三原则之内，視同“特例”处理。
进入21世纪后，“武器出口三原则”政策开始放宽，原则内容也已“名存实亡”。2004年，时任首相小泉纯一郎决定和美国共同研发导弹防御系统，并将支援反恐和反海盗出口武器作为“个案”处理；2005年，小泉纯一郎为了美日弹道导弹防御系统的共同开发需求，又将导弹技术列为除外对象。2006年6月1日，小泉首相向印尼提供了三艘武装巡逻艇，以打击恐怖活动和海盗组织，是日本首次利用政府开发援助向外国提供武器。次日，日本媒体以《日本将向印尼提供巡逻艇ODA首次涉足武器出口》为题报道此事。报道称，日本政府已将此事汇报给执政党自民党安全保障项目组，在执政党同意后作出了正式决定。这三艘巡逻艇都安装了防弹玻璃，装甲厚度也超过普通船只，还装备了基本配置的武器，因而成為日本政府认定的“武器”。
2010年1月12日，时任日本防卫大臣北澤俊美就“武器出口三原则”时表示，日本应当修改“武器出口三原则”，希望在鸠山由纪夫政权内部一边讨论一边思考。为此鸠山由纪夫提出了批评，称其“说话太轻率”，并强调，日本“应该坚持武器出口三原则”。10月23日，借制订新《防衛計畫大綱》之机，菅直人政府开始就修改“武器出口三原则”展开实质性讨论，最终因社会民主党的反对而被迫中止。野田佳彦就职后，他于2011年再次谋求放宽禁止所有武器和关联技术出口的“武器出口三原则”。12月27日，日本政府召开安全保障会议，同意大幅放宽基于“武器出口三原则”的禁运政策，允许日本参与武器的国际联合研发、生产以及出于人道主义的装备提供，并将自卫队的重型设备等转送海地政府。
2013年9月28日，时任防卫大臣小野寺五典在宫崎市发表演讲时强调，有必要彻底修改“武器出口三原则”。10月9日，日本政府召开“国家安保战略”专家恳谈会。会议期间不断有意见，就“武器出口三原则”提出异议，认为其已经不符合现状，表示“需要彻底地重新修改相关内容”。10月12日，首相安倍晋三决定把“根本上修改‘武器出口三原则’”写入于2013年底获得内阁会议批准的外交及安全政策中长期指针《国家安全保障战略》，有中国分析人士称，日本的这一举动是“右翼势力在军事上诉求的一个最新表现，可能会搅动地区紧张局势”。
2014年3月6日，日本政府确定了修改“武器出口三原则”的内容。根据修改草案，日本政府继续维持“不向武装冲突地区出口”的原则，但是撤销了“禁止向社会主义国家出口”的限制。当初日本政府还决定撤销“禁止向武装冲突地区出口”的原则，但这一撤销计划有违和平原则，因此遭到了公明党的抵制。新的“三原则”更名为“防卫装备转移三原则”，删除了“武器”的字眼。新的“防卫装备转移三原则”于同年4月1日由日本内阁会议通过，原“武器出口三原则”则予以废除。

## 内容
“武器出口三原则”的基本内容为：不向共产主义阵营国家出售武器、不向联合国禁止的国家出口武器和不向发生或可能发生国际争端的当事国出售武器。虽然“武器出口三原则”事实上禁止出口所有武器和技术，但在此基础上对特殊情况予以例外讨论。例如，1983年1月14日发表的《对美国的武器制作技术许可的讲话》指出，根据《日美安保條約》，向美国出售武器制作技术不在三原则之内；2013年2月4日，日本政府决定对日本生产零部件的F-35战斗机采取例外措施，不受“武器出口三原则”限制。在“武器出口三原则”废除前，已作为例外讨论的情况有21件。

## 影响
“武器出口三原则”实施期间，尽管日本的军事工业潜力巨大，但受到原则限制，日本的国防费用不得超过国内生产总值1%，内需较小，出口无门，以致生存空间受限。另外，据时任日本防卫大臣北泽俊美表示，受到原则的影响，日本也难以参与新型战机等国际武器的共同开发和生产项目，导致军工业日趋落后。